# Terminthodia viridiflora
Terminthodia viridiflora là một loài thực vật thuộc họ Rutaceae. Đây là loài đặc hữu của Malaysia.